# میریام هومان-کلوپنبورگ
میریام هومان-کلوپنبورگ (انگلیسی: Mirjam Hooman-Kloppenburg؛ زادهٔ ۱۹۶۶) یک بازیکن تنیس روی میز اهل هلند است. 
وی در مسابقات کشوری و بین‌المللی در مجموع برنده ۱ مدال نقره، ۳ مدال برنز شده‌است.